# Persone di nome Jonas/Calciatori
| Questa pagina contiene informazioni ricavate automaticamente dalle voci biografiche con l'ausilio del template Bio e di un bot. L'aggiornamento è periodico e automatico e ricostruisce completamente la pagina. Se manca una persona in questa lista, sei pregato di non aggiungerla, ma accertati piuttosto che la sua voce biografica contenga il template Bio e che i dati anagrafici siano correttamente compilati. Se il template Bio manca, inseriscilo tu stesso o, in alternativa, metti l'avviso {{tmp\|Bio}} che ne segnala la mancanza. Se i dati riportati sono sbagliati, correggi direttamente la voce biografica; le modifiche saranno visibili in questa lista entro pochi giorni. Per chiarimenti vedi il progetto antroponimi. La lista contiene solo le 53 persone che sono citate nell'enciclopedia e per le quali è stato implementato correttamente il template Bio. Pagina aggiornata al 7 mar 2025. |

Questa è una lista di persone presenti nell'enciclopedia che hanno il nome Jonas e sono calciatori.

## A(7)
- Jonas Aas, calciatore norvegese (n. 1890 - † 1971)
- Jonas Acquistapace, ex calciatore tedesco (Hamm, n. 1989)
- Jonas Adjetey, calciatore ghanese (Accra, n. 2003)
- Jonas Eduardo Américo, ex calciatore brasiliano (Jaú, n. 1949)
- Jonas Arweiler, calciatore tedesco (Püttlingen, n. 1997)
- Jonas Auer, calciatore austriaco (Ruprechtshofen, n. 2000)
- Jonas Axeldal, ex calciatore svedese (Holm, n. 1970)

## B(2)
- Jonas Bager, calciatore danese (Hadsten, n. 1996)
- Jonas Borring, ex calciatore danese (Ringkøbing, n. 1985)

## C(1)
- Jonas David, calciatore tedesco (Amburgo, n. 2000)

## D(2)
- Jonas Gomes de Sousa, calciatore brasiliano (Teresina, n. 1997)
- Jonas Toró, calciatore brasiliano (Belém de São Francisco, n. 1999)

## E(2)
- Jonas Elmer, ex calciatore svizzero (Zurigo, n. 1988)
- Jonas Emet, calciatore finlandese (Jakobstad, n. 1988)

## F(1)
- Jonas Föhrenbach, calciatore tedesco (Friburgo in Brisgovia, n. 1996)

## G(2)
- Jonas, ex calciatore brasiliano (Bebedouro, n. 1984)
- Jonas Grønner, calciatore norvegese (Bergen, n. 1994)

## H(5)
- Jonas Hector, ex calciatore tedesco (Saarbrücken, n. 1990)
- Jonas Heymans, calciatore belga (n. 1993)
- Jonas Hilti, calciatore liechtensteinese (n. 2000)
- Jonas Hofmann, calciatore tedesco (Heidelberg, n. 1992)
- Jonas Knudsen, calciatore danese (Esbjerg, n. 1992)

## I(1)
- Jonas Ivens, ex calciatore belga (Beveren, n. 1984)

## J(4)
- Jonas Jensen-Abbew, calciatore danese (Herlev, n. 2002)
- Jonas Johansen, ex calciatore norvegese (Tromsø, n. 1985)
- Alexander Johansson, calciatore svedese (n. 2000)
- Jonas Jonsson, ex calciatore svedese (Stoccolma, n. 1975)

## K(3)
- Rudolf Kock, calciatore svedese (Stoccolma, n. 1901 - † 1979)
- Jonas Kolstad, ex calciatore norvegese (Bodø, n. 1976)
- Jonas Krogstad, calciatore norvegese (Nesodden, n. 1982)

## L(5)
- Jonas Lantto, ex calciatore svedese (Kiruna, n. 1987)
- Jonas Levänen, ex calciatore finlandese (Espoo, n. 1994)
- Jonas Lindberg, calciatore svedese (Göteborg, n. 1989)
- Jonas Lundén, ex calciatore svedese (Borlänge, n. 1980)
- Jonas Lössl, calciatore danese (Kolding, n. 1989)

## M(3)
- Jonas Martin, calciatore francese (Besançon, n. 1990)
- Jonas Meffert, calciatore tedesco (Colonia, n. 1994)
- Jonas Mendes, calciatore guineense (Bissau, n. 1989)

## N(1)
- Jonas Nahimana, ex calciatore ruandese (Kinshasa, n. 1987)

## O(3)
- Jonas Ogandaga, ex calciatore gabonese (n. 1975)
- Jonas Okétola, ex calciatore beninese (Abomey, n. 1983)
- Jonas Omlin, calciatore svizzero (Sarnen, n. 1994)

## P(1)
- Jonas Portin, ex calciatore finlandese (Jakobstad, n. 1986)

## R(1)
- Jonas Rouhi, calciatore svedese (Botkyrka, n. 2004)

## S(5)
- Jonas Gemmer, calciatore danese (n. 1996)
- Jonas, ex calciatore brasiliano (Votuporanga, n. 1987)
- Jonas Sakuwaha, ex calciatore zambiano (Kafue, n. 1983)
- Jonas Sandqvist, ex calciatore svedese (Eslöv, n. 1981)
- Jonas Svensson, calciatore norvegese (Verdal, n. 1993)

## T(2)
- Jonas Thorsen, calciatore danese (Skæring, n. 1990)
- Jonas Troest, ex calciatore danese (Copenaghen, n. 1985)

## U(1)
- Jonas Urbig, calciatore tedesco (Euskirchen, n. 2003)

## W(1)
- Jonas Wind, calciatore danese (Hvidovre, n. 1999)